# Acis and Galatea (Serenata)
Acis and Galatea (Zweite Fassung: HWV 49b) ist eine dreiteilige Serenata von Georg Friedrich Händel. Sie ist eine Mischung seiner neapolitanischen und italienischsprachigen Serenata Aci, Galatea e Polifemo (HWV 72, 1708) und der englischsprachigen Masque Acis and Galatea (HWV 49a, London 1718).

## Entstehung
Die erneute Beschäftigung mit der sizilianischen Sage von Akis und Galateia hatte für Händel einen ähnlichen Hintergrund wie die von Esther (siehe dort). Auch hier fühlte sich Händel durch ein Projekt herausgefordert, was nicht von ihm durchgeführt wurde und vielleicht sogar ohne seine Billigung stattfand. Am 17. und 19. Mai 1732 hatte Thomas Arne (der Vater des Komponisten Thomas Augustine Arne) das Stück, die englische Masque HWV 49a, zusammen mit Johann Friedrich Lampe und Henry Carey im Londoner Little Theatre auf die Bühne gebracht. Als Sänger waren daran auch Susanna Arne (später Cibber) und Gustavus Waltz beteiligt, die beide später zu Händels Opern- bzw. Oratorientruppe stießen.
Wie bei Esther antwortete Händel auf diese Konkurrenz, indem er das Werk selbst in einer ergänzten Fassung mit seinen italienischen Opernsängern spielte. Dazu übernahm er Arien und Ensembles aus seiner früheren Serenata Aci, Galatea e Polifemo (HWV 72) und weitere Sätze aus früheren Kompositionen in die Masque von 1718, von der etwa die Hälfte übrigblieb. Das resultierende Stück war in drei Teile strukturiert. Um seine Sänger voll zu beschäftigen, führte Händel mehrere neue Personen ein: es gab nun acht Rollen. Die italienischen Sänger sangen in Italienisch, die englischen in englischer Sprache, der Chor musste in beiden Sprachen singen. Am 10. Juni 1732 kam dieses zweisprachige Stück erstmals am Haymarket zur Aufführung und wurde siebenmal, am 13., 17., 20. Juni, sowie am 5., 9., 12., 16. Dezember im King’s Theatre wiederholt. Die Vorstellungen fanden ohne szenische Aktion, wenn auch mit Dekorationen und Kostümen statt.
Besetzung der Uraufführung:

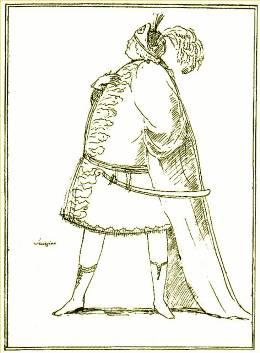
Karikatur von Senesino, der den Aci sang

- Galatea – Anna Maria Strada del Pò (Sopran)
- Aci – Francesco Bernardi, detto "Senesino" (Mezzosopran)
- Polifemo – Antonio Montagnana (Bass)
- Clori – Ann Turner Robinson (Sopran)
- Eurilla – Mrs. Davis (Sopran)
- Filli – Anna Bagnolesi (Alt)
- Dorinda – Francesca Bertolli (Alt)
- Silvio – Giovanni Battista Pinacci (Tenor)[1][2]

## Aufführungsgeschichte
Mit kleineren Änderungen führte Händel das Werk erneut am 11. Juli 1733 in der Christ Church Hall in Oxford, dann wieder am 7. Mai 1734 im King’s Theatre, am 24. und 31. März 1736 im Covent Garden Theatre und am 28. Februar und 11. März 1741, wiederum im King’s Theatre, auf. In den folgenden zwei Jahrzehnten konnte man das Stück in Dublin (1734/35, 1741/42, 1744, 1748/49, 1751, 1758/59), Stockholm (1734), Newcastle (1739), London (1744, 1747, 1749–51, 1753–58), Gloucester (1745, 1757), Salisbury (1748/49), Edinburgh (1751, 1753, 1755, 1757, 1759), Oxford (1754–59), Cambridge (1756), Bath (1757, 1759), und Hereford (1757) hören, ohne dass Händel an diesen Aufführungen beteiligt gewesen wäre.
Für die Jahre ab 1739 ging Händel für seine eigenen Produktionen, mit Ausnahme der beiden 1741er Vorstellungen, wieder weitgehend auf die Fassung von 1718 (HWV 49a) zurück. Als wichtigste Änderung teilte er das Werk in zwei Akte. Er kürzte das Duett Happy we (Nr. 9 in HWV 49a) und setzte dahinter einen Chor mit dem gleichen Titel, der nun den Abschluss des ersten Teils bildete. Seine drei Aufführungen von 1739 und 1740 sowie seine letzten mit dem Stück am 20. und 27. Januar 1742 in Dublin sind also eher als Wiederaufnahmen der Masque von 1718 zu sehen.
Diese späte Fassung ging 1743 bei John Walsh in Druck und war das einzige große Werk Händels, welches zu seinen Lebzeiten als vollständige Partitur veröffentlicht wurde. Heutige Aufführungen orientieren sich zumeist an dieser Version. Die zweisprachige Mischfassung allerdings hat sich bis heute nicht durchsetzen können.

## Libretto
Wie das gesamte Werk, so ist auch das Libretto verschiedenen Ursprungs. Der Hauptteil stammt von Nicola Giuvo, dem Privatsekretär und Hofdichter der Aurora Sanseverino, welche vormals (1708) Auftraggeberin für die Serenata Aci, Galatea e Polifemo in Neapel gewesen war. Seine Texte und die des John Gay, dem Autor des Textbuches zur Masque von 1718, die sich auf die englische Übersetzung der textlichen Vorlage Ovids, welche von John Dryden 1717 in London („The Story of Acis, Polyphemus, and Galatea“) erschien, gestützt hatte, bilden den Hauptteil des neuen Librettos. Wie auch schon 1718 kamen noch einzelne Texte von Alexander Pope und John Hughes dazu. Händel und/oder vielleicht der Dichter Samuel Humphreys, der zwischen 1728 und 1733 viel für Händel arbeitete, brachten diese Texte nun in eine Ordnung und übersetzen so, dass die beiden englischen Sängerinnen in Englisch und die Italiener in Italienisch singen konnten.
Die Fabel von „Acis and Galatea“ ist eine sizilianische Sage, die in Polyphem die Aktivitäten des Ätna personifiziert und welche der griechischen Mythologie entnommen ist. Ovid hatte sie als erster in Versform gebracht. Man findet sie im 13. Buch seiner Metamorphosen (738–891).

## Musik
Aus der italienischen Serenata von 1708 (HWV 72) hat Händel acht Sätze übernommen: das Duett „Sorge il dì“ (Nr. 4), das Terzett „Proverà lo sdegno mio“ (Nr. 20), sowie die Arien „Non sempre, no, crudele“ (Nr. 18), „Dell’aquila l’artigli“ (Nr. 19), „Qui l’augel di pianta“ (Nr. 23a), „Se m’ami, o caro“ (Nr. 25), „Verso già l’alma“ (Nr. 28a) und „Del mar fra l’onde“ (Nr. 29).
Aus der englischen Masque von 1718 (HWV 49a) sind es dreizehn Nummern, die er teils kürzte oder erweiterte und teils mit italienischem Text unterlegte: neben der einleitenden Sinfonia die umrahmenden Chöre „O the pleasure of the plains!“ (Nr. 1) und „Galatea, dry thy tears“ (Nr. 30), das Terzett „Delfin vivrà sul monte“ (Nr. 27a), ein Accompagnato-Rezitativ „Ye verdant plains“ (Nr. 2), sowie die Arien „Hush, ye pretty warbling choir“ (Nr. 3), „Lontan da te mio cor“ (Nr. 5), „Si lagna augel“ (Nr. 6), „O pastor, che vai pensando“ (Nr. 7), „Stanno in quegli occhi unite“ (Nr. 8), „Ferito son d’amore“ (Nr. 16), „Would you gain“ (Nr. 17) und „Consider, fond shepherd“ (Nr. 26).
Es verbleiben sieben Sätze aus weiteren Werken Händels: die Arien „Come la rondinella“ (Nr. 9) und „Un sospiretto“ (Nr. 10), welche beide aus der Kantate Clori, Tirsi e Fileno (HWV 96) stammen, die Arie „È un foco quel d’amore“ (Nr. 11) aus der Kantate Aminta e Fillide (HWV 83) und das Duett mit Chor „Contento sol promette amor“ (Nr. 12), welches ursprünglich zur Ode for the Birthday of Queen Anne (HWV 74) gehörte. Der Chor „Vuoi veder dov’e la calma“ (Nr. 14) war mal „Eilt, ihr angefochten Seelen“ in der Brockes-Passion (HWV 48) und die beiden Arien „Di goder quel bel che adora“ (Nr. 24) und „Se m’ami, o caro“ (Nr. 25) sind der ersten Fassung der Oper Il Pastor fido (HWV 8a) entnommen. Neu komponiert sind lediglich sämtliche Secco-Rezitative und die vier übrigen Sätze.

## Orchester
Sopranino-Blockflöte, Blockflöte, Traversflöte, zwei Oboen, Trompete, zwei Hörner, Streicher, Erzlaute, Orgel, Basso continuo (Violoncello, Laute, Cembalo).

## Struktur der Serenata
Sinfonia (2 Ob, 2 Vl, BC)

### Parte Prima
| 1. Coro. (2 Ob, 2 Vl, BC) O the pleasures of the plains!                   |
| 2. Accompagnato. Galatea (2 Vl, BC) Ye verdant plains                      |
| 3. Aria. Clori (BlFl picc, 2 Vl, BC) Hush, ye pretty warbling choir!       |
| 4. Duetto. Aci, Galatea (2 Vl, BC) Sorge il dì / Spunta l’aurora           |
| Recitativo. Aci Vanti, o cara, il ruscello                                 |
| 5. Aria. Aci (Ob, 2 Vl, BC) Lontan da te moi cor non sa                    |
| Recitativo. Galatea Se di perle un tesoro vedi                             |
| 6. Aria. Galatea (Ob, 2 Vl, BC) Si lagna augel se il caro amor             |
| Recitativo. Silvio Pastor, guardo il tuo core                              |
| 7. Aria. Silvio (Ob, 2 Vl, BC) O pastor, che vai pensando                  |
| 8. Aria. Aci (Ob, 2 Vl, BC) Stanno il quegli occhi unite                   |
| Recitativo. Filli Bella, non ben conosci d’amor                            |
| 9. Aria. Filli (Vl, Erzlaute, BC) Come la rondinella dall’ Egitto          |
| Recitativo. Dorinda Quanto del vostro foco ho pietà                        |
| 10. Aria. Dorinda (2 Vl, BC) Un sospiretto d’un labbro pallido             |
| 11. Aria. Galatea (2 Vl, BC) È un foco quel d’amore                        |
| 12. Duetto e Coro. Galatea, Aci (2 Ob, Str, BC) Contento sol promette Amor |
| 13. Coro. (2 Ob, Trp, Str, BC) Lieto esulti il cor                         |

### Parte Seconda
| 14. Solo e Coro. Galatea (2 Ob, Str, BC) Vuoi veder dov’è la calma                 |
| 15. Recitativo accompagnato. Galatea, Aci, Polifemo (Str, BC) Ma qual orrido suono |
| 16. Aria. Polifemo (BlFl, 2 Vl, BC) Ferito son d’amore                             |
| Recitativo. Galatea, Polifemo Deh! lascia, o Polifemo                              |
| 17. Aria. Eurilla (2 Ob, 2 Vl, BC) Would you gain the tender creature              |
| Recitativo. Polifemo, Galatea No, cadrai depressa e vinta                          |
| 18. Aria. Polifemo (Str, BC) Non sempre, no, crudele                               |
| Recitativo. Galatea, Polifemo, Aci Folle, quanto mi rido                           |
| 19. Aria. Aci (BC) Dell’aquila l’artigli                                           |
| Recitativo. Polifemo, Aci Meglio spiega i tuoi sensi                               |
| 20. Terzetto. Aci, Galatea, Polifemo (Ob, Str, BC) Proverà lo sdegno mio chi da me |
| Recitativo. Polifemo, Galatea Ingrata, se mi nieghi                                |
| 21a. Coro. (2 Ob, 2 Hr, Str, BC) Smiling Venus, queen of love                      |
| 21b. (Aria). Clori (2 Vl, BC) Love ever vanquishing                                |
| 21a. Coro da capo. (2 Ob, 2 Hr, Str, BC) Smiling Venus, queen of love              |

### Parte Terza
| 22. Soli e Coro. (2 Ob, Str, BC) Viver, e non amar                            |
| Recitativo. Aci Ah! Crude stelle                                              |
| 23a. Aria. Aci (Fl, Str, BC) Qui l’augel di pianta in pianta                  |
| Recitativo. Dorinda Nell’ impero d’amore                                      |
| 24a. Aria. Dorinda (2 Vl, BC) Di goder quel bel che adora                     |
| Recitativo. Galatea, Aci Giunsi al fin, mio tesoro                            |
| 25. Aria. Galatea (2 Ob, 2 Vl, BC) Se m’ami, o caro                           |
| Recitativo. Polifemo Qui sull’ alto del monte attenderò                       |
| 26. Aria. Clori (2 Ob, 2 Vl, BC) Consider, fond shepherd                      |
| Recitativo. Aci, Galatea, Polifemo Cara, sino i tormenti                      |
| 27a. Terzetto. Aci, Galatea, Polifemo (2 Ob, 2 Vl, BC) Delfin vivrà sul monte |
| Recitativo. Aci Oh Dei! mio ben soccorso.                                     |
| 28a. Aria. Aci (Str, BC) Verso già l’alma col sangue                          |
| Recitativo. Galatea Misera, e dove sono?                                      |
| 29. Aria. Galatea (2 Vl, BC) Del mar fra l’onde per non mirarti               |
| Recitativo. Galatea Ma il mio poter divino cangerà                            |
| 30. Coro. (2 Ob, 2 Vl, BC) Galatea, dry thy tears.                            |

## Diskografie
- Schwann Koch SC 100 306/7 (1989): Nicole Ducheman (Aci), Eleni Stromolos (Galatea), Gustavo Halley (Polifemo), Hyeil Noh (Clori), Donald Pyle (Silvio), Perry Price (Filli), Betty Jean Rieders (Dorinda & Eurilla)
Sinfonia Varsovia; Dir. Adrian Brytton (138 min, live)[3]